# Hagenpreek

Drie hagenpreken bij Antwerpen. Linksboven een lutherse (Confeßi) bij het Kiel, linksonder een Franstalige (Walen) calvinistische en rechtsonder een Nederlandstalige calvinistische (Reformeerd) preek. Uit Pieter Christiaenszoon Bor, Nederlantsche oorloghen, 1621

Hagenpreek in Oosterweel bij Antwerpen in 1566. Uit P.C. Hooft Nederlandsche historien, 1703

Een hagenpreek is een predicatie in het open veld in de eerste tijd van de Reformatie. Ze vonden plaats in de Spaanse Nederlanden in de aanloop naar de Beeldenstorm van 1566.

## Etymologie
Het begrip verscheen voor het eerst op schrift in 1569 in de sermoenen van broeder Cornelis Brouwer. Het is niet duidelijk of hij de term heeft bedacht, dan wel overgenomen uit de volkstaal. Hij sprak in een sermoen van 1566 voor het eerst honend van haechpredikanten, introduceerde dan het werkwoord haechpreken en gebruikte in 1568 haechpredicatie. De plakkaten, vonnissen en andere overheidsdocumenten gebruikten de term niet, maar hadden het over conventiculen (conventikels) en ongeoorloofde vergaderingen. De oorspronkelijk pejoratieve lading van de term 'hagenpreek' is pas in de 17e eeuw afgesleten.

## Geschiedenis
Deze preken werden in de Nederlanden veel gehouden door calvinisten, wederdopers en andere hervormden, omdat geloofsuitoefening hun verboden was. Adriaan van Haemstede was de eerste die publiek ging preken op Sacramentsdag 1558 op de Maere bij Antwerpen. Echte verbreiding kende het fenomeen enkele jaren later in de industriecentra van het Vlaamse Westkwartier. Op 28 mei 1562 vluchtte de augustijn Carolus Daneel uit zijn Ieperse klooster en begon hij nachtelijke hagenpreken te houden. Zijn voorbeeld werd in juni gevolgd door Antonius Algoet, die tot duizend toehoorders trok. Op 12 juli werd Gelein Damman actief in Boeschepe in een provocatief gewapende bijeenkomst.
Repressie bracht het fenomeen van de hagenpreken enige tijd onder controle, maar in de zomer van 1566 herleefde het op volle kracht. Sebastiaan Matte preekte op 26 mei 1566 in Roesbrugge. Nog in mei was er een lutherse hagenpreek bij Antwerpen. Het calvinistische consistorie van die stad was eerst verrast, maar nam dan het initiatief over. Het verzekerde de Doornikse predikant Ambroise Wille dat het Eedverbond der Edelen ruggensteun bood en instrueerde hem in de openbaarheid te treden. Op 28 juni hield hij zijn eerste publieke preek. De vergadering van het Eedverbond in Sint-Truiden op 15 juli besliste inderdaad de prediking te beschermen in ruil voor financiële steun van de consistorieën. In Antwerpen was het hek van de dam. Waar de lutheranen vooral op het Kiel preekten, deden de calvinisten dit in het nabije Berchem en Borgerhout. Ook Gent was een centrum van hagenpreken.
Het succes van de hagenpreken was massaal. Voor de preek van Herman Moded op 14 juni in Oudenaarde zouden er 7000 toehoorders zijn geweest. In andere gevallen liepen de schattingen op tot 14.000 of zelfs 25.000. Waar aanvankelijk vooral de lagere klassen erop af kwamen, werden al snel ook edelen te paard gesignaleerd. Iemand als Dirk van Batenburg deed dat als beschermer en begeleider. Vanaf juli was het publiek van de meeste hagenpreken gewapend, maar geweld bleef doorgaans uit. De eis om binnen de steden te prediken, werd steeds dringender. In augustus zette Cornelis Walraevens zich na een preek aan het hoofd van zijn publiek en leidde hen 's-Hertogenbosch binnen. In Brugge werd op 10 augustus een kerk binnengedrongen. Dit type incidenten zou zich weldra vermenigvuldigen en escaleren tot beeldenbraak.

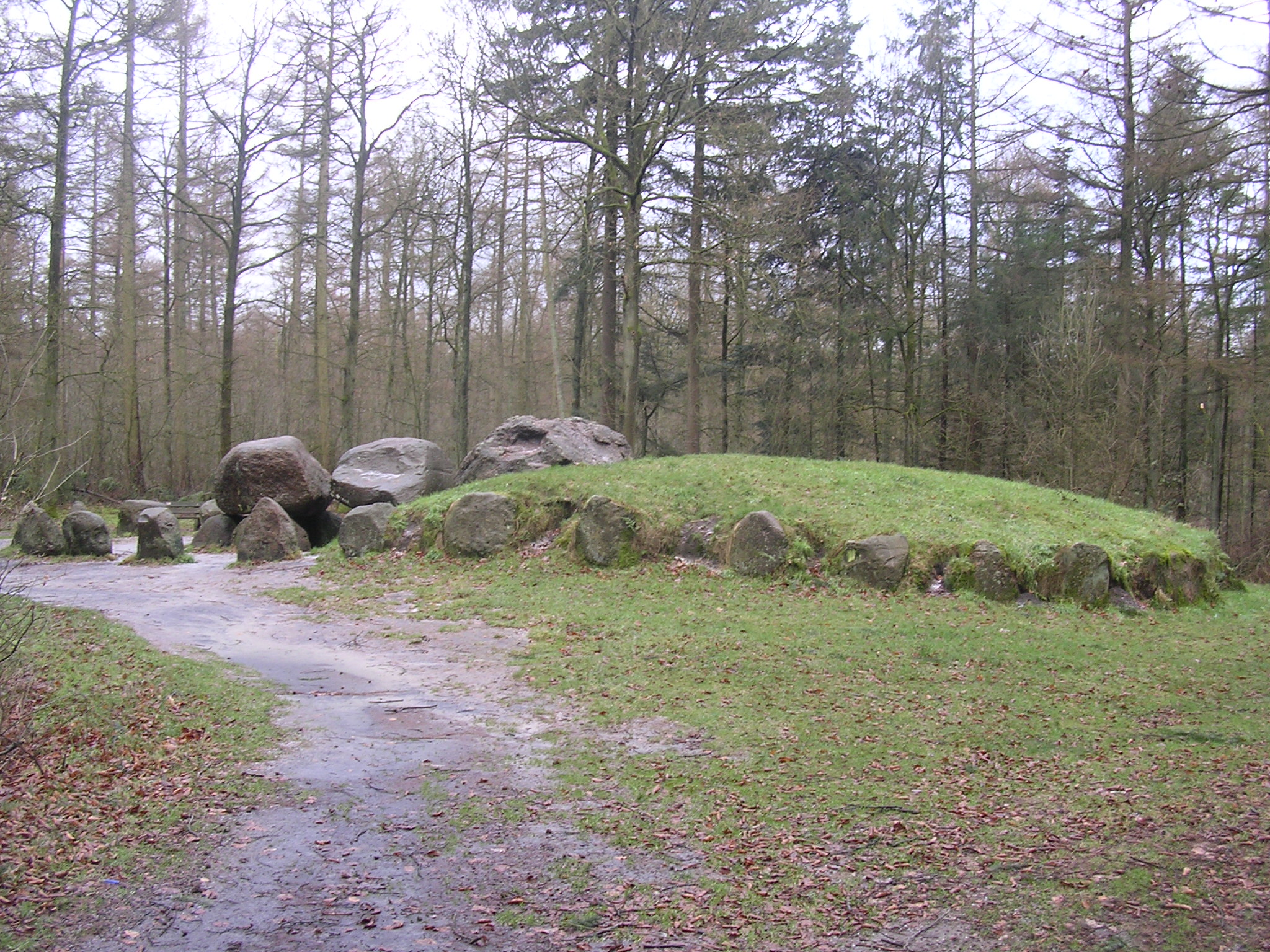
De Papeloze kerk, hunebed bij Schoonoord
- Canon van Zeeland, venster 17 Hagenpreken bij Dishoek, 1565-1566

## Later gebruik
Tijdens de opstand van de Boerenkrijg van 1798 hielden ondergedoken priesters 's nachts vaak verboden missen, vooral in de dorpen en kleinere gemeenten. Zij hadden immers geweigerd de eed van trouw aan de republiek en haat aan het koningschap af te leggen en kregen geen parochie meer toegewezen. Deze missen worden soms verkeerdelijk hagenpreken genoemd.
Ook bij de Afscheiding, een scheuring in het Nederlandse protestantse kerkgenootschap in 1834, greep men demonstratief terug op godsdienstoefeningen in open lucht.
Een nu nog bekende plek waar vroeger hagenpreken werden gehouden is de Papeloze kerk bij Schoonoord. Vanaf 2006 werden daar hagenpreken gehouden in het Drents, niet meer om te opponeren tegen de Katholieke Kerk, maar om de oecumene te bevorderen.